# Festival Nacional de Danças Ucranianas
O Festival Nacional de Danças Ucranianas é uma festa popular brasileira criada em 1994 e que ocorre no sul do Brasil e reúne grupos folclóricos de etnias ucranianas desse país, Argentina e Paraguai. A sede vai alternando entre diferentes cidades que o organizam ano a ano.
O objetivo do festival é reunir os diferentes grupos folclóricos em um espetáculo único, mantendo viva a tradição cultural e folclórica, promovendo os laços de integração entre a diáspora ucraniana e seus descendentes.

## Primeiros anos
O festival surgiu em 1994 e durante suas primeiras 8 edições recebeu o nome de "Festival Nacional de Dança Ucraniana Hopak", já que cada grupo representava a dança mais tradicional da Ucrânia: o Hopak.
A partir de 2002 (IX edição), o evento passou a se chamar “Festival Nacional de Danças Ucranianas”, onde cada grupo folclórico traz uma dança diferente a ser executada, oferecendo ao público presente um incrível espetáculo, representando as diferentes regiões de toda Ucrânia.

### Festival Nacional de Dança Ucraniana Hopak
- 1994: União da Vitória, Paraná (I edição)
- 1995: Curitiba, Paraná (II edição)
- 1996: Ponta Grossa, Paraná (III edição)
- 1997: Prudentópolis, Paraná (IV edição)
- 1998: Canoinhas, Santa Catarina (V edição)
- 1999: Mafra, Santa Catarina (VI edição)
- 2000: Porto Alegre, Rio Grande do Sul (VII edição)
- 2001: Prudentópolis, Paraná (VIII edição)

### Festival Nacional de Danças Ucranianas
- 2002: São José dos Pinhais, Paraná (IX edição)
- 2003: Mallet, Paraná (X edição)
- 2004: União da Vitória, Paraná (XI edição)
- 2005: Porto Alegre, Rio Grande do Sul (XII edição)
- 2006: Río Azul, Paraná (XIII edição)
- 2007: Roncador, Paraná (XIV edição)
- 2008: Prudentópolis, Paraná (XV edição)
- 2009: Maringá, Paraná (XVI edição)
- 2010: Curitiba, Paraná (XVII edição)
- 2011: Cascavel, Paraná (XVIII edição)
- 2012: Mallet, Paraná (XIX edição)
- 2013: Mafra, Santa Catarina (XX edição)
- 2014: Iratí, Paraná (XXI edição)
- 2015: Porto Alegre, Rio Grande do Sul (XXII edição)
- 2016: Antônio Olinto, Paraná (XXIII edição)
- 2017: Río Azul, Paraná (XXIV edição)
- 2018: Prudentópolis, Paraná (XXV edição)
- 2019: Mallet, Paraná (XXVI edição)
- 2020: Roncador, Paraná (XXVII edição)
- 2021: Curitiba, Paraná (Cancelado)
- 2022: Pitanga, Paraná (XXVIII edição)
- 2023: Paulo Frontín, Paraná (XXIX edição)
- 2024: Curitiba, Paraná (XXX edição)
- 2025: Mallet, Paraná (XXXI edição)

## XXX Edição

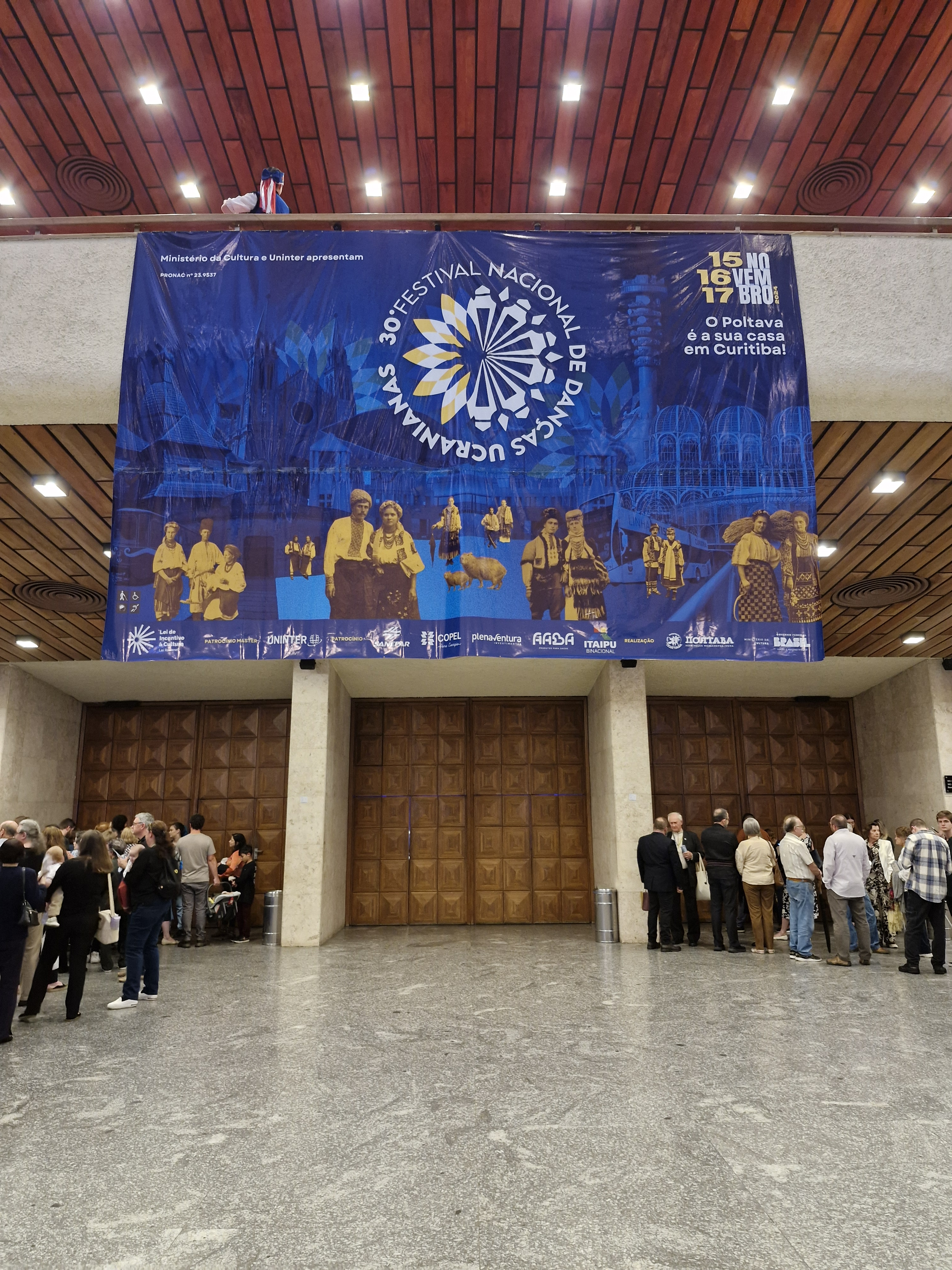
XXX edição no Teatro Guaíra de Curitiba.

A XXX edição do Festival ocorreu nos dias 15, 16 e 17 de novembro de 2024 na cidade de Curitiba, capital do Estado do Paraná. Foi organizada pelo Grupo Folclórico Ucraniano Poltava e incluiu a participação de diversos grupos do Brasil e da Argentina.
O evento principal foi a noite de gala no Teatro Guaíra da capital paranaense, onde se apresentaram 24 grupos folclóricos dos estados do Paraná, Santa Catarina, Rio Grande do Sul, São Paulo e da Argentina, acompanhados pela Orquestra e pelo Coro do Poltava. Além disso, participou do evento o Coro Folclórico Ucraniano Veryovka da cidade de Kiev. Estiveram presentes Andrii Melnyk, embaixador da Ucrânia no Brasil.
Durante os dias do evento também foi realizado o "ФЕСТИВАЛЬНИЙ ЯРМАРОК" (Festival Yarmarok) no Clube Poltava, onde os grupos folclóricos apresentaram suas danças e expositores mostraram seus artesanatos, além de poderem degustar um pouco da gastronomia da Ucrânia. Durante o Festival também foi realizada um jantar de gala no Restaurante Madalosso, onde participou o grupo canadense-ucraniano Kubasonics.

### Participantes
| Imagem | Grupo                                                                        | Cidade                                    | Dança | Coreógrafos                                                                    |
| ------ | ---------------------------------------------------------------------------- | ----------------------------------------- | --- | ------------------------------------------------------------------------------ |
|        | Poltava (Полтава)                                                            | Curitiba, Paraná, Brasil                  | "Ми всі українці" (Todos somos ucranianos). Quadro de abertura. Com pão e sal, tradição ucraniana. | Isabela Mantoan Monique Benoski Vitorio Scarpi                                 |
|        | Troianda (Троянда)                                                           | Leandro N. Alem, Misiones, Argentina      | "Буря" (Tormenta). Tempestade Kolomeika que reflete o espírito ucraniano de luta e resistência. | Federico Adrián Plank Karina Mabel Gross                                       |
|        | Vesselka (веселка)                                                           | Prudentópolis, Paraná, Brasil             | Бережна Анка (Querida Annita). Dança da região de Zakarpattia, originalmente usada em casamentos. | Fernanda da Silva Dos Santos Fernando de Mello Demenech                        |
|        | Dunay (Дунай)                                                                | Rio Azul, Paraná, Brasil                  | "Карпатська Духа" (Alma dos Cárpatos). Dança vibrante da região de Hutsulshchyna. | Deborah Sedor                                                                  |
|        | Soloveiko (Соловейко)                                                        | São José dos Pinhais, Paraná, Brasil      | "Козацька сюїта" (Suíte cossaca). Retrata o encontro de jovens dançarinos que saem para passear após um dia de trabalho.                                                                                     | Noeli Cristiane Nogas                                                          |
|        | Vesná (Весна)                                                                | Roncador, Paraná, Brasil                  | "Волинський романс" (Romance de Volínia). Dança da região de Volyn com saltos, giros e movimentos rápidos e precisos.                                                                                        | Priscila Costa de Lucia Adriane Perehovski                                     |
|        | Vesná (Весна)                                                                | Mafra, Santa Catarina, Brasil             | "Ти ж мене підманула" (Você me enganou). Retrata o esforço de um rapaz para conquistar o coração de uma garota que o rejeita constantemente.                                                                 | Fernanda Torcate Gomes Gabriel Cassemiro Skrenski Marina Schitz Rafaela Budnik |
|        | Ballet Ucraniano Roksolana (Роксолана)                                       | Aristóbulo del Valle, Misiones, Argentina | "Анничка" (Annita). Homens e mulheres se unem em uma dança que expressa a valentia e o amor pelas tradições de Lemkivshchyna.                                                                                | Iván Werenchuk                                                                 |
|        | Stchastia (Щастя)                                                            | Campo Mourão, Paraná, Brasil              | "Вечірка в Карпатах" (Festa nos Cárpatos). Em meio a um cenário de festa nas grandes montanhas, os jovens entram para encontrar o amor e celebrar com uma boa "Horivka".                                     | André Zathexko Ribeiro Nathalia Vitoria de Castro                              |
|        | Sonhachnek (Соняхнек)                                                        | Cascavel, Paraná, Brasil                  | "Козачок з бубном" (Cossaco com o tambor). Acompanhada de pandeiros, a coreografia mostra ao público a alegria, vigor e vivacidade da cultura ucraniana.                                                     | Veryovka Adaptación de Ana Carolina Zamulhak Olinquevecz Igor Dileli Lupepsa   |
|        | Kyiv (Київ)                                                                  | Pitanga, Paraná, Brasil                   | "Гуцулка" (Hutsulka). Com passos ágeis e figuras circulares, representa os montanheses dos Cárpatos. | María Cândida Cedorak de Lima Francisco José Cedorak de Lima                   |
|        | Solovey (Соловей)                                                            | Canoas, Rio Grande do Sul, Brasil         | "Голубка" (Pomba). Famosa dança da região de Pokuttia onde as mulheres representam as pombas, que simbolizam o amor. É inspirada nos casamentos.                                                             | Serhiy Koroluk Adaptación: Alexandre Oliveira                                  |
|        | Coro Folclórico Ucraniano Veryovka (Національний хор України імені Верьовки) | Ucrânia                                   | Canciones: 1) "Ой, ти ніченько" (Oh, que noite linda) 2) "Сумна я була" (Eu estava triste) 3) "Ой, тамна горі" (Oh, na montanha escura) 4) "Чорнії брови, карії очі" (Sobrancelhas negras, olhos castanhos). | Convidado: Vitorio Scarpi (tenor).                                             |
|        | Barvinok (Барвінок)                                                          | Curitiba, Paraná, Brasil                  | "Свято в Карпатах" (Festa nos Cárpatos). Representa as celebrações e tradições nos Montes Cárpatos. | Oles Ivan Sisak Roberto André Oresten                                          |
|        | Jettia (Жеттія)                                                              | Antônio Olinto, Paraná, Brasil            | "Буковинська сюїта"(Suíte de Bukovina). Localizada entre a Ucrânia e a Romênia, a Bukovina tem como característica a sequência de passos altos e ágeis, assim como sapateados marcados.                      | Suely de Lima                                                                  |
|        | Kolomeia (Коломия)                                                           | Posadas, Misiones, Argentina              | "Ти ж мене підманула" (Você me enganou). Uma das canções humorísticas mais populares da Ucrânia. |                                                                                |
|        | Tchóven (Човен)                                                              | São José dos Pinhais, Paraná, Brasil      | "Гуцульські новинки" (Novidades dos Hutsules). Com movimentos rápidos e passos ágeis, homens e mulheres demonstram sua habilidade em uma dança animada que representa a força do povo Hutsul.                | Ane Karina Pijak Arthur Matheus Bileski Luiza Eduarda Pajewsky.                |
|        | Volênia (Волинь)                                                             | Boa Ventura de São Roque, Paraná, Brasil  | "Дзюмбалики" (Dzyumbalyky). Coreografia baseada nas tradições folclóricas e de casamento da região de Borshchiv.                                                                                             | Coreógrafo: Ihor Nikolyshyn Adaptação: Fabiana Fonseca Pires                   |
|        | Irmandade Cossaca (Козацьке братство)                                        | Prudentópolis, Paraná, Brasil             | "повзунець" (Arrastar-se). Dança cossaca usada como exercício para facilitar saltos e manobras durante as batalhas.                                                                                          | Coreografía: Kuban Kozak Choir Adaptação: André Zakalugem                      |
|        | Iván Kupalo (Іван Купала)                                                    | Irati (Paraná), Paraná, Brasil            | "Буковинське Село" (Povo de Bucovina). A dança representa as vivências em uma aldeia e os passos tradicionais da região de Bukovyna.                                                                         | Giéssi Heimovski Assis Larissa das Graças Choida Andrea Bulka Sahaiko Kruk     |
|        | Kalena (Калена)                                                              | União da Vitória, Paraná, Brasil          | "Радість Життя" (A alegria da Vida). Dança feminina da região central que representa a essência, beleza e alegria da mulher ucraniana.                                                                       | Tania María André                                                              |
|        | Spomen (Спомен)                                                              | Mallet, Paraná, Brasil                    | "Ой ра!" (Oy rá!). Dança tradicional da região de Polissia que possui ritmos rápidos e figuras circulares.                                                                                                   | Gabriele Camile Oszust Weslley Kaiqui Kazmierczak                              |
|        | Ukrainska Ducha (Українська Духа)                                            | Itaiópolis, Santa Catarina, Brasil        | "вечір у полі" (Pôr do sol no campo). Dança camponesa que representa o pôr do sol nos campos de trigo das aldeias ucranianas.                                                                                | Dimas Humenhuk                                                                 |
|        | Kyiv (Київ)                                                                  | São Caetano do Sul, São Paulo, Brasil     | "Старий Калабай" (Velho Kalabay). Dança central ucraniana que demonstra as habilidades do velho Karabay para conquistar seu espaço e mostrar suas habilidades na dança.                                      | Danilo Zajac Jorge Rybka Marcia Rybka                                          |
|        | Dunay (Дунай)                                                                | Avellaneda, Buenos Aires, Argentina       | "Бережна Анка" (Querida Annita). Da região de Zakarpattia, reflete a tradição que acontecia nos casamentos durante a peregrinação da casa da noiva até a igreja.                                             | Susana Rodríguez Salas Norberto Rogoski                                        |
|        | Poltava (Полтава)                                                            | Curitiba, Paraná, Brasil                  | "Святкування в Полтаві" (Celebração em Poltava). Coreografia premiada em três festivais de danças internacionais que retrata as festas e celebrações da cidade de Poltava com o tradicional "Hopak".         | Isabela Mantoan Monique Benoski Vitorio Scarpi                                 |